# تو نظری به من داشتی (فیلم)
تو نظری به من داشتی (انگلیسی: You Were Meant for Me) فیلم موزیکال آمریکایی محصول ۱۹۴۸ به کارگردانی لوید بیکن است. دن دیلی و جین کرین به‌ترتیب نقش رهبر گروه و همسرش را ایفا می‌کنند. این به‌وسیلهٔ فاکس قرن بیستم منتشر شد.
امکان دارد مریلین مونرو در این فیلم به‌عنوان سیاهی‌لشکر حضور داشته باشد.

## بازیگران
- جین کرین
- دن دیلی
- اسکار لونت
- باربارا لارنس
- سلنا رویل
- پرسی کیلبراید
- هربرت اندرسون
- هری باریس